# Je crois que mon fils est gay
 (mai 2022).
Je crois que mon fils est gay (うちの息子はたぶんゲイ, Uchi no Musuko wa tabun Gay) est un manga de type seinen écrit et dessiné par Okura. Il est prépublié dans le webzine Gangan Pixiv depuis le 22 août 2019 et édité par Square Enix.

## Synopsis
Tomoko Aoyama est une mère de famille japonaise qui remarque que depuis quelque temps son fils ainé de 16 ans, Hiroki, semble essayer de cacher ses sentiments. Observatrice, elle déduit de son comportement évasif et de ses nombreux lapsus que son fils est gay mais elle attend que ça soit lui qui lui en parle et non l'inverse. En attendant, elle fait tout pour lui faire comprendre son ouverture d'esprit et le fait que, quelle que soit son orientation sexuelle, son foyer sera toujours là pour lui.

## Liste des volumes
| no | Japonais         | Japonais          | Français       | Français          |
| no | Date de sortie   | ISBN              | Date de sortie | ISBN              |
| -- | ---------------- | ----------------- | -------------- | ----------------- |
| 1  | 22 août 2019     | 978-4-75-756233-2 | 27 mai 2021    | 978-2-38-212035-4 |
| 2  | 21 mars 2020     | 978-4-75-756585-2 | 19 août 2021   | 978-2-38-212068-2 |
| 3  | 21 novembre 2020 | 978-4-75-756943-0 | 6 janvier 2022 | 978-2-38-212207-5 |
| 4  | 22 novembre 2021 | 978-4-75-757580-6 | —              | 978-2-38-212252-5 |
| 5  | 21 février 2023  | 978-4-75-758413-6 | —              |                   |

### Édition japonaise
1. 1 2  (ja) « うちの息子はたぶんゲイ 1 », Square Enix.
2. 1 2  (ja) « うちの息子はたぶんゲイ 2 », Square Enix.
3. 1 2  (ja) « うちの息子はたぶんゲイ 3 », Square Enix.
4. 1 2  (ja) « うちの息子はたぶんゲイ 4 », Square Enix.
5. 1 2  (ja) « うちの息子はたぶんゲイ 5 », Square Enix.

### Édition française
1. 1 2  « Je crois que mon fils est gay T.1 », Akata.
2. 1 2  « Je crois que mon fils est gay T.2 », Akata.
3. 1 2  « Je crois que mon fils est gay T.3 », Akata.
4. ↑  « Je crois que mon fils est gay T.4 », Akata.